# Roque Sáenz Peña
Roque Sáenz Peña (Buenos Aires, 19 de març de 1851 - † ídem. 9 d'agost de 1914), fou un advocat, polític argentí i heroi peruà, i combatent voluntari de l'exèrcit peruà a la Guerra del Pacífic (1879-1883). Va exercir la presidència de la Nació Argentina durant els útims anys de la seva vida, entre 1910 i 1914, i és recordat per la sanció de la Llei Sáenz Peña, que va instaurar a l'Argentina el vot universal, secret i obligatori.

## Primers anys
Fill de Luis Sáenz Peña i Cipriana Lahitte de Sáenz Penya. Provenia d'una família de partidaris de Juan Manuel de Rosas: els seus avis patern i matern, Roque Julián Sáenz Peña i Eduardo Lahitte, havien estat diputats de la Legislatura durant el govern d'aquell. Després de la derrota de Rosas, la tradició federal dels avis i del pare, que no van canviar les seves conviccions, els va mantenir allunyats de la funció pública. Va cursar els seus estudis secundaris en el Col·legi Nacional de Buenos Aires, sota l'adreça d'Amadeo Jacques. El 1875 es va graduar de doctor en dret. Durant la revolució de 1874, defensa a les autoritats de la nació, com Capità del Regiment N° 2, sota el comandament de Luis María Campos. Vençuda la revolució, és ascendit a Segon Comandant de Guàrdies Nacionals, però sol·licita ser rellevat de les files. Opositor a Mitre, milita al Partit Autonomista encapçalat per Adolfo Alsina i el 1876 és triat per a una banca de Diputat en la Legislatura de la província de Buenos Aires. Malgrat la seva joventut, arriba a exercir la presidència del cos. El 1878, arran de les dissidències produïdes dintre de l'autonomisme amb motiu de la política de conciliació iniciada pel president Avellaneda a la qual s'oposava, va renunciar al seu càrrec i va acabar per abandonar transitòriament la política.

## Guerra del Pacífic
Al declarar-se la guerra del Pacífic entre Xile i el Perú, el 1879 marxa silenciosament del seu país viatjant cap a Lima. Ofereix els seus serveis al Perú, que li atorga el grau de Tinent Coronel (Comandant). Destaca a la batalla de Tarapacá; on caigut el cap del seu regiment, assumeix el comandament i fa retrocedir a les forces xilenes. Dirigeix durant la batalla d'Arica el batalló d'Iquique, després de ser ferit i contemplar impotent la mort de molts dels seus camarades peruans, cau presoner en mans del comandant anglès al servei de l'exèrcit xilè Roberto Souper Howard, però no és executat per ser ciutadà argentí.
Sáenz Penya és sotmès a un Consell de Guerra i és empresonat durant tres mesos. A instàncies de la seva família i del govern argentí, torna a Buenos Aires al setembre de 1880. El Congrés de la Nació Argentina, en vot unànime, li retorna la ciutadania argentina, que havia perdut de iure en incorporar-se a l'exèrcit peruà.

## Actuació política
Presidia llavors el país el General Roca, i el seu Ministre de Relacions Exteriors, Bernardo d'Irigoyen el nomena Subsecretari el 1881. Dos anys després, al costat dels seus amics Paul Groussac, Carlos Pellegrini i Ezequiel Ramos Mejía realitza el projecte de fundar la revista Sud Amèrica, en la qual les seves idees americanistes van ser publicitades àmpliament. Renúncia al càrrec de Subsecretari, i es trasllada a Europa durant dos anys.
De retorn a Buenos Aires, recolza la candidatura presidencial de Miguel Juárez Celman. El 1887, amb Juárez Celman ja a la presidència, és designat ministre plenipotenciari a l'Uruguai. Entre els anys 1889 - 1890, al costat de Manuel Quintana representa a l'Argentina a laConferència de Washington, on defensa el principi d'inviolabilitat dels Estats i s'oposa al projecte nord-americà de crear una unió aduanera continental. Torna a Buenos Aires per a fer-se càrrec de la cartera de Relacions Exteriors de l'agonitzant govern de Juárez Celman, que caurà poc després.
Enmig de la greu crisi política i econòmica que sacsejava al país, la figura de Roque Sáenz Penya es perfila com a favorita per a les eleccions presidencials de 1892. Comptava amb un elevat suport entre la joventut, i a la Província de Buenos Aires. Per a destruir la seva candidatura, Mitre, aliat de Roca, impulsa la del seu propi pare: Luis Sáenz Peña. Abans que enfrontar-se amb el seu pare, Roque prefereix renunciar a la seva candidatura. Les eleccions donen com a triomfador a Luis Sáenz Peña, que designa a Roque cap del Regiment de Guàrdies Nacionals. Al juny de 1892 s'incorpora a la Càmbra de Senadors de la Província de Buenos Aires, però al cap de poc renuncia a ambdós càrrecs per a retirar-se de la vida pública. Per un temps viurà a Entre Rios, i torna a Buenos Aires el 1895 per a iniciar un bufet al costat dels seus amics Federico Pinedo i Carlos Pellegrini.
El 1905, en reconeixement de la seva actuació durant la guerra del Pacífic, va ser convidat oficialment pel Perú per a inaugurar el monument a Bolognesi. Allí rep la medalla d'or que se li atorga per llei del Congrés, i els galons de General de Brigada de l'exèrcit peruà.
En 1906 el govern de José Figueroa Alcorta el designa representant extraordinari per a assistir als actes de les noces d'Alfons XIII d'Espanya. De retorn a l'Argentina, el 1907 és nomenat per encapçalar les missions diplomàtiques a Suïssa i Itàlia. L'any 1909 forma part del tribunal arbitral internacional que intermedia en les diferències entre Estats Units i Veneçuela. La seva missió diplomàtica davant els governs italià i suís es perllonga fins al 1910; a Itàlia s'assabentarà de la seva proclamació com candidat a President de la República.

## President de la Nació
El comici electoral es va dur a terme el 13 de març de 1910, ple d'irregularitats i compra de vots, com era habitual en aquesta època. Va assumir la presidència el 12 d'octubre de 1910.
Els seus esforços es concentraran en democratizar la vida política, a través d'una reforma electoral basada en tres elements clau: el vot secret, obligatori, i utilitzant el padró militar. Entre els opositors al seu govern es troben els beneficiaris de l'antic règim electoral, els privilegis del qual es veien clarament amenaçats per la reforma. Així, molts legisladors dels sectors conservadors, tot i que no oposant-s'hi obertament, van obstaculitzar la reforma; no obstant això, aquesta serà proclamada el 10 de febrer de 1912 amb la Llei N° 8871, coneguda des de llavors com la "Llei Sáenz Peña".
Des del moment de la seva assumpció com a president la seva salut no era bona. Aquesta empitjora considerablement a partir de l'any 1913. La versió que circulava en l'època era que el president sofria les conseqüències neurològiques d'una sífilis que s'hauria contagiat durant la guerra entre Xile i Perú. Finalment, per raons de salut és delegat el comandament presidencial el seu vicepresident Victorino de la Plaza. Va morir el 9 d'agost de 1914, dos anys abans d'acabar el seu mandat.